# Parque natural Río Pombo
 El parque natural Rio Pombo (Portugués: Parque Natural Municipal do Rio Pombo), anteriormente parque municipal Serrinha do Alambari, es un parque en el estado de Río de Janeiro, en Brasil. 

## Ubicación
El parque natural Rio Pombo se encuentra en el municipio de Resende, Río de Janeiro. Está a 12 kilómetros (7,5 millas) del centro del casco histórico y  a 1 kilómetro (0,62 millas) de la costa este de parque nacional Itatiaia. Abarca un territorio de 6,7 hectáreas (17 acres), donado por el municipio. El parque se encuentra dentro del Área de Protección Ambiental park Serrinha do Alambari.

## Medioambiente
La vegetación predominante es el bosque tropical. El medioambiente se encuentra bien preservado, tiene una variedad de árboles locales y posee variedad de especies de pájaros. El parque se encuentra en una zona montañosa que va de los 700 a los 2.300 metros (2.300 a 7.500 pies). Los ríos tienen cascadas de agua clara y fría. Este parque incluye el Camping Clube do Brasil, que es una de sus atracciones principales. 

## Historia
El parque originalmente se creó con el nombre de Parque Municipal Serrinha do Alambari (Parque Municipal da Serrinha do Alambari ) por el artículo 172 de la ley municipal de 1988. El Parque Municipal da Serrinha do Alambari fue incluido en el Mosaico Mantiqueira , creado el 11 de diciembre de 2006. Fue renombrado como parque natural Rio Pombo y recategorizado por el decreto nacional 3178 del 30 de abril de 2009 y la ley municipal 2723 del 8 de diciembre de 2009. Está administrado por la agencia municipal de medioambiente de Resende.